# Biblioteca cantonale e universitaria di Friburgo

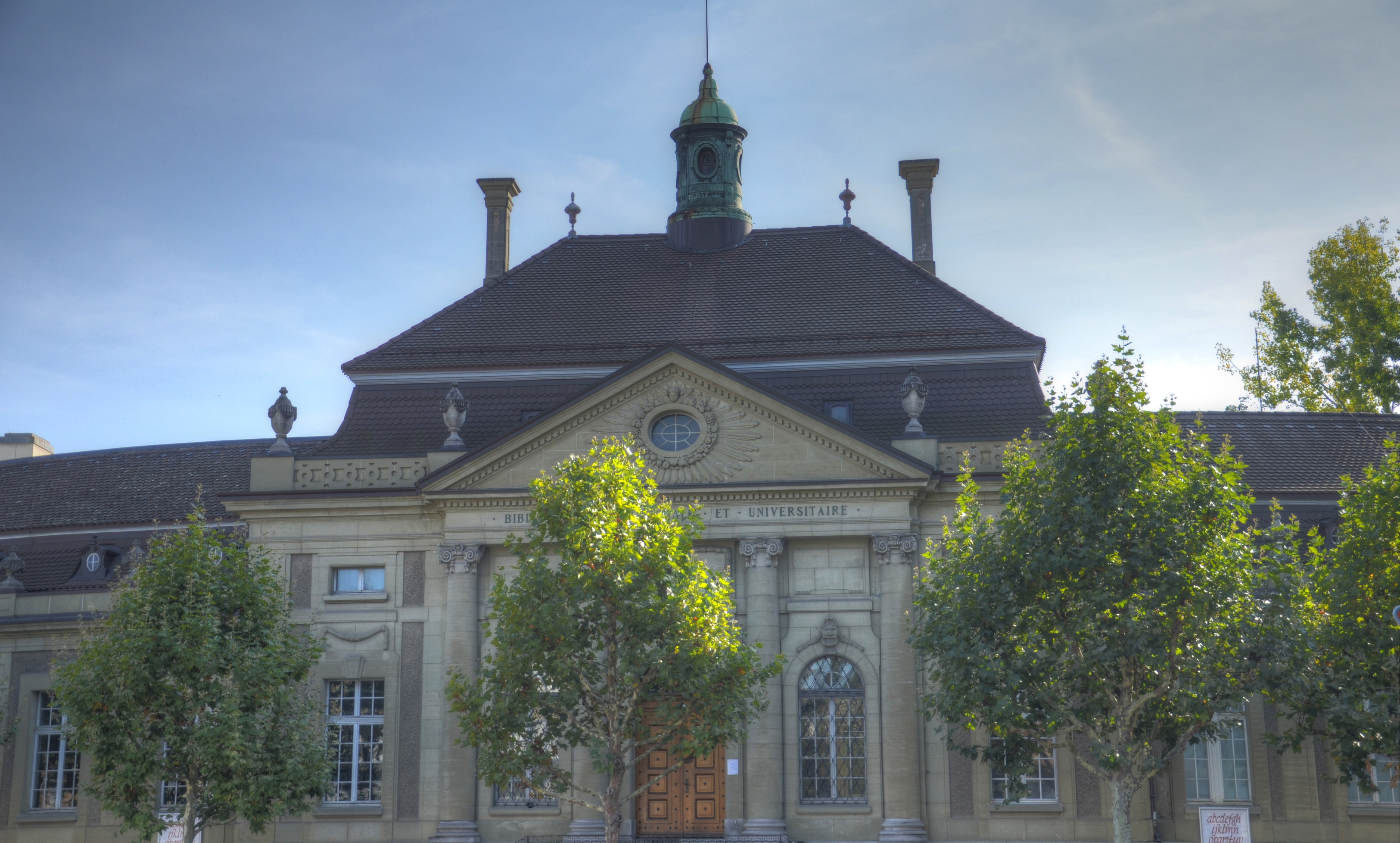
Biblioteca cantonale e universitaria di Friburgo

La Biblioteca cantonale e universitaria (BCU) di Friburgo, fondata nel 1848,  si compone di una biblioteca centrale centrale e di biblioteche decentrate, situate in particolare presso l'Università di Friburgo. 

## Organizzazione

### Status
La Biblioteca cantonale e universitaria di Friburgo fa parte del Servizio culturale dello Stato di Friburgo, nell'ambito della Direzione della formazione e degli affari culturali. 
Fa parte di Swiss Library Service Platform (SLSP). 

### Compiti
La Biblioteca cantonale e universitaria di Friburgo è al tempo stesso la biblioteca centrale dell'Università di Friburgo e la biblioteca cantonale del cantone di Friburgo, a vocazione patrimoniale.
La BCU mira, in particolare, ad acquisire, conservare e rendere accessibile:  
- libri, periodici e altro materiale informativo utile alla formazione, cultura, istruzione universitaria e ricerca scientifica;
- documenti appartenenti al patrimonio culturale di Friburgo come manoscritti, libri a stampa, documenti audiovisivi e archivi privati.

Inoltre, la BCU garantisce l'applicazione delle norme sul deposito obbligatorio di libri a stampa e registrazioni destinate al pubblico (deposito legale) e aggiorna la bibliografia di Friburgo. Parimenti, contribuisce allo sviluppo della lettura pubblica.

### Elenco dei direttori
Alla guida dell'istituzione si sono succedute le seguenti personalità:
- 1848-1870 : Meinrad Meyer
- 1870-1897 : Jean Gremaud
- 1897-1905 : Charles Holder
- 1905-1916 : Max de Diesbach
- 1916-1925 : François Ducrest
- 1925-1942 : Gaston Castella
- 1942-1958 : François Esseiva
- 1958-1973 : René de Wuilleret
- 1973-1984 : Georges Delabays
- 1984-2002 : Martin Nicoulin
- 2002-2020 : Martin Good
- 2020- : Angélique Boschung

## Cronologia
- 1848 Creazione della Biblioteca cantonale con decreto del Gran Consiglio di Friburgo, secondo gli ideali del nuovo regime radicale. I fondi provengono dalle biblioteche del Collège St-Michel e di vari monasteri.
- 1852 Il primo direttore, padre Meinrad Meyer, stabilisce il primo catalogo della biblioteca.
- 1889 Fondazione dell'Università di Friburgo.
- 1909 La biblioteca diventa ufficialmente "cantonale e universitaria" (BCU).
- 1910 Inaugurazione dell'attuale edificio della BCU (via Joseph-Piller).
- 1941 Inaugurazione del sito universitario di Miséricorde: i nuovi edifici ospitano le biblioteche di facoltà.
- 1976 Ampliamento della BCU (che conferisce all'edificio la sua architettura attuale).
- 1984 Inizio dell'informatizzazione dei servizi della BCU ed entrata a far parte della Rete delle biblioteche francofona e ticinese (RERO).
- 1989 Integrazione del Médiacentre di Friburgo alla BCU. Viene pubblicato il primo volume della Bibliografia di Friburgo (1990).
- 1995 Creazione del primo sito web della BCU.
- 1999 Diverse risorse elettroniche sono accessibili online: periodici elettronici, fondi fotografici friburghesi, banche dati, pubblicazioni elettroniche e altro, nonché la Bibliografia di Friburgo (2001).
- 2000 Inaugurazione della Biblioteca della Facoltà di Scienze (DOKPE).
- 2002 Installazione di una parte delle collezioni della BCU centrale nel quartiere di Beauregard.
- 2004 Il convento dei Cappuccini cede 73 volumi della biblioteca di Peter Falck (1468-1519) alla biblioteca cantonale.
- 2005 Inaugurazione della Biblioteca di economia, società, informatica e sport (BP2).
- 2009 Il Consiglio di Stato adotta il progetto di ampliamento della biblioteca. Lancio di un concorso internazionale di architettura per l'ampliamento e la ristrutturazione.
- 2014 Lancio di FReBOOKS: l'offerta digitale della BCU per la popolazione del Canton Friburgo, comprendente e-book, e-audio e streaming musicale.
- 2017 15 istituzioni svizzere, tra cui l'Università di Friburgo, fondano la Swiss Library Service Platform SA (SLSP), una piattaforma nazionale per le biblioteche scientifiche di tutta la Svizzera.
- 2018 La popolazione cantonale vota per il via libera al progetto di ampliamento e ristrutturazione della BCU.

## Collezioni
La BCU conserva e mette a disposizione circa 3,8 milioni di documenti fisici e 740.000 documenti digitali, di cui: 
- 663 027 ebook (su più piattaforme)
- 77 856 periodici elettronici a pagamento
- 218 banche dati
- circa 2 300 manoscritti (di cui 185 medievali)
- 620 incunaboli
- 138 fondi d'archivio